# Octavio Gallotti
Luiz Octavio Pires e Albuquerque Gallotti (Rio de Janeiro, 27 de outubro de 1930) é um magistrado brasileiro. Ocupou os cargos de ministro do Tribunal de Contas da União (TCU), de 1973 a 1984, e ministro do Supremo Tribunal Federal (STF), de 1984 a 2000. Presidiu o STF de 1993 a 1995.
É filho de Maria Antonieta Pires e Albuquerque Gallotti e Luís Gallotti, e neto de Antônio Pires e Albuquerque, tendo ambos pai e avô sido ministros do STF. Também é pai de Isabel Gallotti, ministra do Superior Tribunal de Justiça (STJ), e primo de Paulo Gallotti, ex-ministro do STJ.

## Carreira
Octavio Gallotti formou-se na Faculdade de Direito do Rio de Janeiro, atual Universidade Federal do Rio de Janeiro, em 1953.
Iniciou a vida pública como assistente do Procurador-Geral da República Plínio Travassos, entre 1954 e 1956, quando se tornou procurador do Ministério Público junto ao Tribunal de Contas, tendo assumido, em 1966, o cargo de Procurador-Geral. Também foi advogado no Rio de Janeiro, até 1960, e em Brasília, até 1973, tendo sido sócio-fundador do Instituto dos Advogados do Distrito Federal e membro avulso do Instituto dos Advogados Brasileiros.
Em 19 de junho de 1973, nomeado pelo presidente Emílio Garrastazu Médici, tomou posse no cargo de ministro do Tribunal de Contas da União, do qual foi presidente no ano seguinte.
Em 20 de novembro de 1984, após nomeação pelo presidente João Figueiredo, assumiu o cargo de ministro do Supremo Tribunal Federal. Presidiu a corte no período de 13 de maio de 1993 até 16 de maio de 1995, tendo também exercido, por dois breves períodos (13 a 15 de junho e 4 a 6 de agosto de 1994), a função de Presidente da República como substituto constitucional do titular.
Aposentou-se em 28 de outubro de 2000, ao atingir a idade limite para o serviço público.
Foi o último ministro a ser indicado para o STF pelo regime militar.